# Carapina
Carapina é um distrito do município da Serra, no Espírito Santo. O distrito possui  cerca de 192 000 habitantes e está situado na região sul do município.